# 拉托雷德丰陶韦利亚
拉托雷德丰陶韦利亚，是西班牙加泰罗尼亚塔拉戈纳省的一个市镇。总面积5平方公里，总人口133人（2001年），人口密度27人/平方公里。